# Dubňany (železniční zastávka)
Dubňany byly zastávka a nákladiště (někdejší železniční stanice), která se nacházela u dubňanské osady Jarohněvice. Jednalo se o zastávku na trati železniční tratě Kyjov–Mutěnice, která se nacházela v km 4,147 mezi stanicí Mutěnice a dopravnou Svatobořice. Provoz na trati a tedy i v Dubňanech byl zahájen 2. června 1900. 12. prosince 2004 dojel do Dubňan poslední pravidelný osobní vlak. Trať i zastávka s nákladištěm v Dubňanech byly úředně zrušeny 30. dubna 2009. V bývalém kolejišti vede od roku 2012 cyklostezka „Mutěnka“. Původně se jednalo o stanici, která byla důležitá především pro přepravu lignitu, poslední vlak s tímto substrátem však z Dubňan odjel do elektrárny Hodonín 1. června 1994.

## Popis zastávky a nákladiště
V posledních letech před zastavením provozu odbočovaly v nákladišti Dubňany dvě koleje: výhybkou č. 1 v km 3,996 odbočovala manipulační kusá kolej o délce 150 m s boční ochranou traťové koleje výkolejkou, výhybkou č. 2 v km 4,026 pak vlečka skláren (boční ochrana traťové koleje byla tvořena odvratnou kolejí na vlečce). Jednalo se však už pouze o torzo někdejšího kolejiště, neboť ještě v 90. letech 20. století byly do Dubňan zaústěny vlečky z Ústředního zásobníku Šardice nebo z dolu 1. máj II Dubňany.